# Balkanischer Hahnenfuß
Der Balkanische Hahnenfuß (Ranunculus psilostachys) ist eine Pflanzenart aus der Gattung Hahnenfuß (Ranunculus).

## Merkmale
Der Balkanische Hahnenfuß ist eine ausdauernde, krautige Pflanze, die Wuchshöhen von 20 bis 35 Zentimeter erreicht. Die Pflanze bildet unterirdische Ausläufer und Wurzelknollen. Der Stängel und die Blätter sind weiß behaart. Die Grundblätter besitzen meist drei Abschnitte erster Ordnung. Die Abschnitte sind keilförmig und gelappt sowie gespalten bis geteilt. Der Mittelabschnitt ist gestielt. Die Staubbeutel sind gelb.
Die Blütezeit reicht von Mai bis Juni.
Die Chromosomenzahl beträgt 2n = 16.

## Vorkommen
Die Art kommt auf der Balkan-Halbinsel vor. Sie wächst in Gebüschen und trockenen Grasfluren in Höhenlagen von meist 900 bis 1200 Meter, selten ab 600 oder bis 2200 Meter. Ihr Verbreitungsgebiet umfasst in Europa Kroatien, Ungarn, Bosnien-Herzegowina, Montenegro, Albanien, Serbien, Nordmazedonien, Griechenland, Bulgarien und die Türkei. In Dänemark und in Schweden ist die Art ein Neophyt.

## Nutzung
Der Balkanische Hahnenfuß wird selten als Zierpflanze für Steingärten genutzt.